# 米内沢駅
米内沢駅（よないざわえき）は秋田県北秋田市米内沢字上野にある、秋田内陸縦貫鉄道秋田内陸線の駅である。

## 歴史
- 1934年（昭和9年）12月10日：国有鉄道阿仁合線の駅として北秋田郡米内沢町に開業[1]。阿仁合線の終着駅となる[1]。
- 1935年（昭和10年）11月15日：阿仁合線が阿仁前田駅（現：阿仁前田温泉駅）まで延伸開業する[1]。
- 1954年（昭和29年）12月：火災により駅舎消失[2]。
- 1955年（昭和30年）5月6日：駅舎再建[2]。
- 1980年（昭和55年）3月21日：貨物の取り扱いを廃止[1]。
- 1984年（昭和59年）2月1日：荷物扱い廃止[1]。
- 1986年（昭和61年）11月1日：秋田内陸縦貫鉄道に転換[1]。
- 時期不明 - 列車交換場所一部撤去

## 駅構造
単式1面1線ホームの地上駅で、簡易委託駅である。タブレット閉塞時代は、ここで列車の行き違いを行っていた。そのため、現在では使用されていないホームが残されている。
列車が入線する際には、米内沢出身の成田為三が作曲した「浜辺の歌」が流れる。

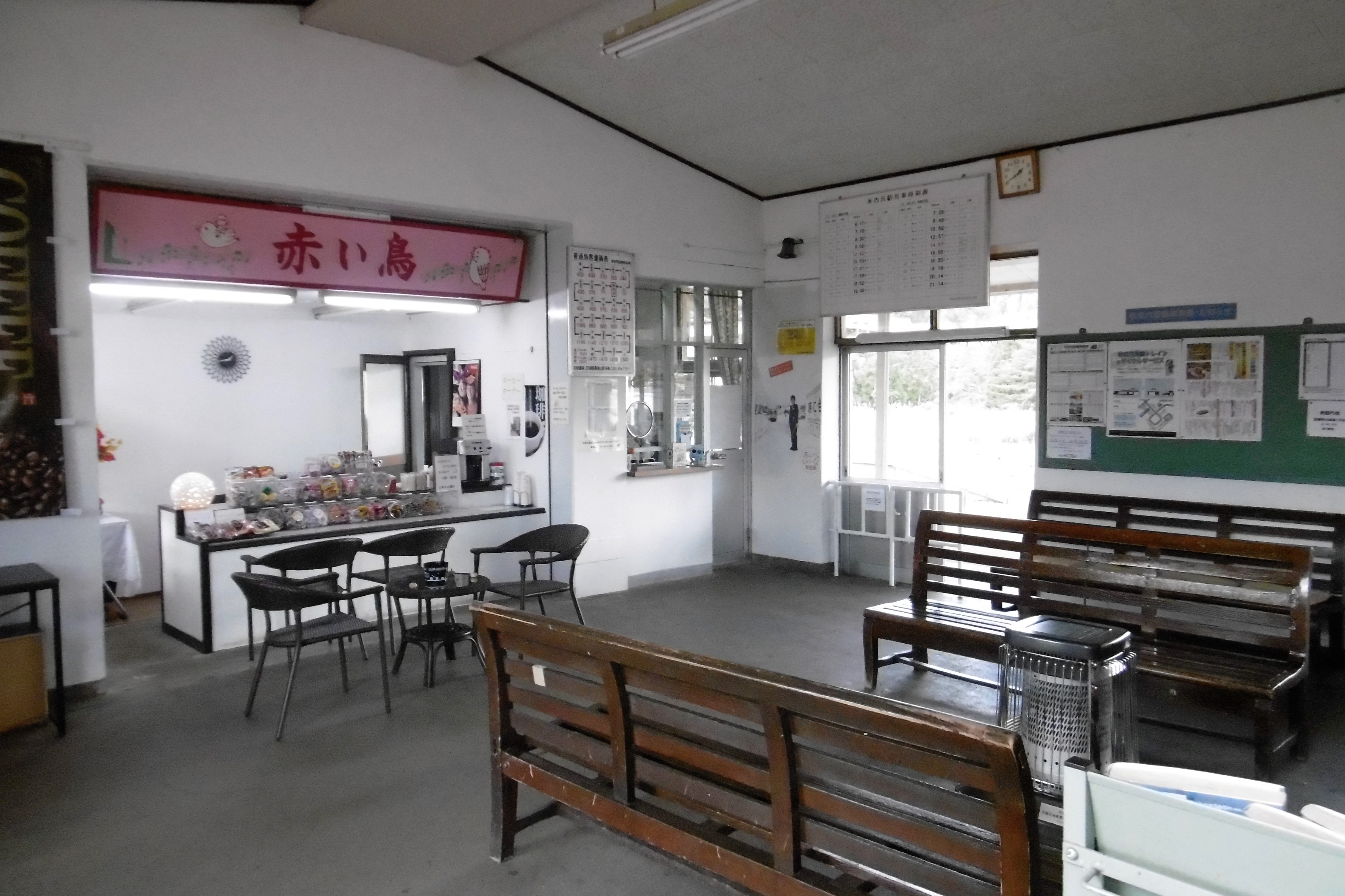
待合室
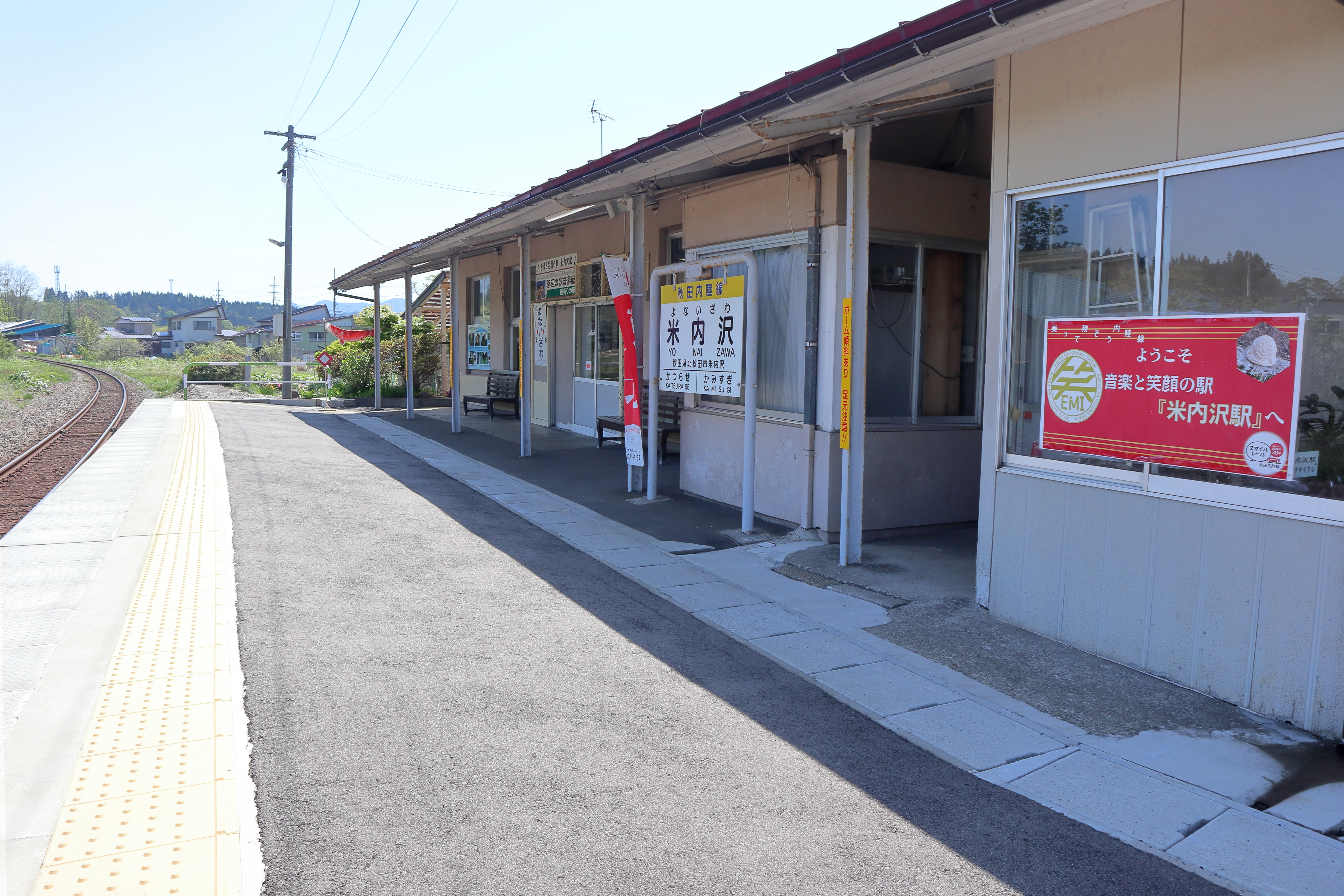
プラットホーム

## 利用状況
| 1日乗降人員推移 | 1日乗降人員推移 |
| 年度            | 1日平均人数     |
| --------------- | --------------- |
| 2016年          | 152             |
| 2017年          | 135             |
| 2018年          | 124             |

## 駅周辺
米内沢の中心部からは少々離れている。
- 阿仁川あゆっこ温泉
- 国道105号・国道285号
- 北秋田市役所森吉支所
- 米内沢郵便局
- 米内沢駅前簡易郵便局
- 北秋田市立森吉図書館
- 秋田県信用組合森吉支店
- 秋田県道3号二ツ井森吉線
- 阿仁川

## バス路線
路線バス（秋北バス）米内沢駅前バス停
鷹巣 - 米内沢 - 沖田面線
- ダム入口ゆき
  - 北秋田市森吉庁舎 - 米内沢営業所 - 上小阿仁村役場前 - 沖田面 - ダム入口
- 鷹ノ巣駅方面（鷹ノ巣駅ゆき）
  - 七日市 - 鷹ノ巣駅前

大館 - 鷹巣 - 米内沢線
- 米内沢営業所ゆき
- 大館駅前ゆき
  - 七日市 - 鷹ノ巣駅前 - 早口駅 - 市立病院前 - いとく大館SC前 - 大館駅前

森吉庁舎 - 北秋田市民病院線
- 北秋田市民病院ゆき
  - 北欧の杜公園前 - 北秋田市民病院

米内沢 - 根森田線
- 根森田ゆき
  - 前田駅前 - 根森田

## 隣の駅
秋田内陸縦貫鉄道
■秋田内陸線
- 急行「もりよし」停車駅

□快速（上りのみ）・■普通
上杉駅 - 米内沢駅 - 桂瀬駅